# Cristian Savani
Cristian Savani (Castiglione delle Stiviere, 22 de fevereiro de 1982) é um jogador de voleibol da Itália. Com 1,95 m, ele atua na posição de passador-atacante.
Ele estreou na seleção italiana em 2001, com a qual ganhou dois campeonatos europeus em 2003 e 2005. Até 2008, Savani jogou pelo M. Roma Volley, então, para a temporada 2008-2009 mudou-se para o RPA Perugia.